# Колібрі-сильф
Колі́брі-си́льф (Aglaiocercus) — рід серпокрильцеподібних птахів родини колібрієвих (Trochilidae). Представники цього роду мешкають в Андах.

## Види
Виділяють три види:
- Колібрі-сильф королівський (Aglaiocercus kingii)
- Колібрі-сильф довгохвостий (Aglaiocercus coelestis)
- Колібрі-сильф венесуельський (Aglaiocercus berlepschi)

## Етимологія
Наукова назва роду Aglaiocercus походить від сполучення слів дав.-гр. αγλαια — велич, краса і κερκος — хвіст.